# José Roberto Torrent Prats
José Roberto Torrent Prats (Ciutadella de Menorca, 8 settembre 1904 – 13 novembre 1990) è stato un pittore spagnolo.

## Biografia
La sua è una famiglia semplice che però appoggia subito la vocazione del giovane per il disegno e l'arte pittorica, affidandolo alle mani esperte del maestro Mollet. Dagli anni venti gli viene offerta la possibilità di collaborare con una rivista illustrata dell'epoca, “La Esfera”, e vi si dedica realizzando una serie di vignette umoristiche che gli valgono il primo riconoscimento a livello nazionale. Sono questi gli anni della sua formazione, quando inizia a lavorare su commissione e, all'età di 21 anni, realizza le sue prime due opere che lui indica come “Primo Olio” e “Primo Quadro”, che ritraggono, rispettivamente, un paesaggio marino e una casa di campagna.
Nel 1996 l'Associazione Amici di Torrent apre la “Casa – Museo” dedicata al pittore.
Nel 2002 il Comune di Ciutadella gli dedica una scultura – monumento posta nella via che già portava il suo nome.

## Musei con opere di Torrent
- Es Baluard - Museum of Modern And Conteporary Art, Palma
- Museu Ses Voltes, Palma
- Museu de Pollensa
- MACBA, Museo di Arte Contemporanea di Barcellona
- Circulo de Bellas Artes, Madrid

## Premi
- Medalla Diputación, Salón Otoño Palma 1950.
- Medalla de Plata, Salón Otoño Palma 1954.
- Segundo accésit, Salón Otoño Palma 1956.
- Mención Honorífica Pro-Museo de Baleares, Salón Ötoño Palma 1956.
- Medalla de Honor, Salón Otoño Palma 1959.
- Medalla de Honor, Salón Otoño Palma 1960.
- Sekunda Medalla, Salón Otoño de Madrid 1960.
- Primer Premio Pintura, Salón Primavera Mahón 1962.
- Primer Premio Pintura, Salón Primavera Mahón 1963.
- Medalla de Honor, Salón Primavera Mahón 1964.
- Premio Pintura Fomento Turismo Baleares, Palma 1964.
- Premio Pollensa, Pollensa 1964.
- Premio Fomento Turismo Baleares, Palma 1965
- Finalista Premio CIUDAD DE BARCELONA, Barcelona 1967
- Premio Invicta Ayuntamiento Alcudia, Alcudia 1968.
- Premio CIUDAD DE PALMA, Palma 1969.
- Premio CIUDAD DE BARCELONA, Barcelona 1969.
- Premio ANSIBA, Palma 1976.
- Medalla de Oro ADEBA,1983.
- 1a Medalla ATENEO MAHÓN, Mahón 1984
- Premio ROQUETA, Palma 1987.